# حمله به بندر سیدنی
حمله به بندر سیدنی (انگلیسی: Attack on Sydney Harbour) یکی از نبردهای جنگ اقیانوس آرام بود.